# نت موسیقی
نُت (به انگلیسی: note) نشانه‌ای برای بیان صدای موسیقایی است. در زبان انگلیسی این کلمه به معنی صدا نیز کاربرد دارد.
نواک (زیر و بمی) هر صدا در موسیقی به وسیله جایگاه نت روی خطوط حامل و دیرَند (میزان کشش) آن، با توجه به شکل نت مشخص می‌شود.

نت A یا La

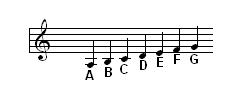
نام برخی نت‌ها

## حامل
حامل عبارت است از تعدادی خطوط افقی و موازی، با فواصل مساوی که نت‌های موسیقی روی خطوط و بین خطوط و یک نت بالای حامل و یک نت پایین حامل نوشته می‌شوند. خطوط حامل از پایین به بالا شمرده می‌شوند. در پرکاربردترین حالت حامل از پنج خط تشکیل شده‌است. به‌وسیلهٔ حامل پنج خطی می‌توان تعداد یازده نت را نشان داد که عبارتند از: پنج نت در روی خطوط، چهار نت بین خطوط، یک نت در بالا (مماس با خط پنجم) و یک نت در زیر حامل (مماس با خط یکم).

## علامت‌ها و نشانه‌های تغییردهنده صدا
تعریف : علائمی که در سمت چپ نت‌های موسیقی می‌آیند و بدون تغییر در مکان آن‌ها بر روی حامل باعث تغییر فرکانس نت‌ها می‌شوند.
این علائم شامل: ♯ (دیِز) و ♭ (بِمُل) و X (دوبل دیِز) و  (دوبل بِمُل) و ♮ (بِکار) هستند. در موسیقی ایرانی دو علامتِ سُری و کُرُن نیز وجود دارد.
♯ (دیِز): هرگاه سمت چپ نتی قرار گیرد، آن را نیم پرده زیرتر می‌کند.
♭ (بِمُل): هرگاه سمت چپ نتی قرار گیرد، آن را نیم پرده بم‌تر می‌کند.
X (دوبل دیِز): هرگاه سمت چپ نتی قرار گیرد، آن را یک پرده زیرتر می‌کند.
 (دوبل بِمُل): هرگاه سمت چپ نتی قرار گیرد، آن را یک پرده بم‌تر می‌کند.
♮ (بِکار): هرگاه سمت چپ نتی قرار گیرد، باعث خنثی شدن نشانه تغییردهنده می‌شود و نت به حالت طبیعی برمی‌گردد.

## نامگذاری
در نت‌نویسی موسیقایی، علامت‌های تغییر دهنده قبل از نت‌ها قرار می‌گیرند. تغییرات سیستماتیک روی هفت نت در گام‌ها را می‌توان در سرکلید نوشت، با توجه به اینکه آن‌ها روی تمامی نتهای مورد نظر در قطعه تأثیر می‌گذارند. تأثیرات سرکلید و علامت‌های تغییردهندهٔ محلی (عرضی) با هم ترکیب نمی‌شوند. اگر سرکلید ♯G را نشان می‌دهد، علامت عرضی ♭ آن را به ♭G تغییر می‌دهد نه به ♮G، اما بعضی اوقات این نوع از علامت‌های تغییردهندهٔ نادر به‌معنی ♮ (طبیعی)، همراه با یک ♭ برای واضح کردن آن بکار می‌رود. همچنین (و عموماً)، علامت  در سرکلید همراه با علامت ♯ به‌معنای دوبل دیز است نه سه دیز.
مانند نت‌های مترادف، بسیاری از علامت‌های تغییردهنده صداهای برابری ایجاد می‌کنند که متفاوت نوشته می‌شوند. برای نمونه، بالا بردن نت B به ♯B آن را معادل نت «دو» خواهد کرد. در تمامی حالت‌ها، گام کامل کروماتیک پنج مجموعهٔ جدید به نت‌های اصلی اضافه می‌کند که تعداد آن‌ها به ۱۲ نت می‌رسد (سیزدهمین نت همان اکتاو است)، که هر کدام نیم پرده با دیگری تفاوت دارد.
نت‌هایی که بر مبنای گام دیاتونیک قرار دارند، بعضاً بنام نت‌های دیاتونیک خوانده می‌شوند؛ نت‌هایی که خارج از این مجموعه هستند بعضاً نت‌های کروماتیک خوانده می‌شوند.
در شیوهٔ دیگر نت‌نویسی، که اغلب در کشورهای انگلیسی استفاده می‌شود، از پسوند "is" برای نشان دادن ♯ و "es" (فقط "s" بعد از A, E) برای نشان داده ♭. برای مثال Fis برای ♯F, Ges برای ♭G, Es برای ♭E. این سیستم در آلمان ایجاد شد و اکنون در تمام کشورهای اروپایی که زبان اصلی آن‌ها انگلیسی یا رومانی، نیست بکار می‌رود.
در بسیاری از کشورها که از این سیستم استفاده می‌کنند، حرف H برای نشان دادن B طبیعی در انگلیسی بکار می‌رود، حرف B برای نشان داده ♭B و Heses برای B (نه Bes، که همچنان در سیستم وجود دارد). بلژیک و هلند از همان پسوند استفاده می‌کنند اما نتهای گفته شده A تا G بکار برده می‌شوند، که ♭B همان Bes است. دانمارک همچنین از H استفاده می‌کند اما bes به‌جای Heses برای B استفاده می‌شود.
جدول کامل گام کروماتیک بر مبنای C4 یا دوی میانی در زیر آورده می‌شود:
| سبک                                                       | نوع   | نخست  |                     | دومی  |             | سومی  | چهارمین |              | پنجمین |             | ششمین |             | هفتمین |
| --------------------------------------------------------- | ----- | ----- | ------------------- | ----- | ----------- | ----- | ------- | ------------ | ------ | ----------- | ----- | ----------- | ------ |
| نام انگلیسی                                               | طبیعی | C     |                     | D     |             | E     | F       |              | G      |             | A     |             | B      |
| نام انگلیسی                                               | دیِز   |       | C sharp             |       | D sharp     |       |         | F sharp      |        | G sharp     |       | A sharp     |        |
| نام انگلیسی                                               | بِمُل   |       | D flat              |       | E flat      |       |         | G flat       |        | A flat      |       | B flat      |        |
| نماد                                                      | دیِز   |       | C♯                  |       | D♯          |       |         | F♯           |        | G♯          |       | A♯          |        |
| نماد                                                      | بِمُل   |       | D♭                  |       | E♭          |       |         | G♭           |        | A♭          |       | B♭          |        |
| نام اروپای شمالی                                          | طبیعی | C     |                     | D     |             | E     | F       |              | G      |             | A     |             | H      |
| نام اروپای شمالی                                          | دیِز   |       | Cis                 |       | Dis         |       |         | Fis          |        | Gis         |       | Ais         |        |
| نام اروپای شمالی                                          | بِمُل   |       | Des                 |       | Es          |       |         | Ges          |        | As          |       | B           |        |
| نام هلندی (زمانی بعد از ۱۹۹۰ در اسکاندیناوی استفاده می‌شد) | طبیعی | C     |                     | D     |             | E     | F       |              | G      |             | A     |             | B      |
| نام هلندی (زمانی بعد از ۱۹۹۰ در اسکاندیناوی استفاده می‌شد) | دیِز   |       | Cis                 |       | Dis         |       |         | Fis          |        | Gis         |       | Ais         |        |
| نام هلندی (زمانی بعد از ۱۹۹۰ در اسکاندیناوی استفاده می‌شد) | بِمُل   |       | Des                 |       | Es          |       |         | Ges          |        | As          |       | Bes         |        |
| روم شرقی                                                  | طبیعی | Ni    |                     | Pa    |             | Vu    | Ga      |              | Di     |             | Ke    |             | Zo-    |
| روم شرقی                                                  | دیِز   |       | Ni diesis (or diez) |       | Pa diesis   |       |         | Ga diesis    |        | Di diesis   |       | Ke diesis   |        |
| روم شرقی                                                  | بِمُل   |       | Pa hyphesis         |       | Vu hyphesis |       |         | Di hyphesis  |        | Ke hyphesis |       | Zo hyphesis |        |
| لاتین، آمریکایی، ایتالیایی، فرانسوی، اروپای شرقی و جنوبی  | طبیعی | Do    |                     | Re    |             | Mi    | Fa      |              | Sol    |             | La    |             | Si     |
| لاتین، آمریکایی، ایتالیایی، فرانسوی، اروپای شرقی و جنوبی  | دیِز   |       | Do diesis           |       | Re diesis   |       |         | Fa diesis    |        | Sol diesis  |       | La diesis   |        |
| لاتین، آمریکایی، ایتالیایی، فرانسوی، اروپای شرقی و جنوبی  | بِمُل   |       | Re bemolle          |       | Mi bemolle  |       |         | Sol bemolle  |        | La bemolle  |       | Si bemolle  |        |
| نام‌های متغیر                                              |       | Ut    |                     | -     |             | -     | -       |              | So     |             | -     |             | Ti     |
| ژاپنی                                                     |       | ハ Ha |                     | ニ Ni |             | ホ Ho | ヘ He   |              | トTo   |             | イ I  |             | ロ Ro  |
| سبک هندی                                                  |       | سا    | ری کومل             | ری    | گا کومل     | گا    | ما      | ما تیور/پرتی | پا     | دها کومل    | دها   | نی کومل     | نی     |
| بسامد تقریبی [Hz]                                         |       | ۲۶۲   | ۲۷۷                 | ۲۹۴   | ۳۱۱         | ۳۳۰   | ۳۴۹     | ۳۷۰          | ۳۹۲    | ۴۱۵         | ۴۴۰   | ۴۶۶         | ۴۹۴    |
| MIDI شماره نت                                             |       | ۶۰    | ۶۱                  | ۶۲    | ۶۳          | ۶۴    | ۶۵      | ۶۶           | ۶۷     | ۶۸          | ۶۹    | ۷۰          | ۷۱     |

پنج خط حامل که نُت‌های C, D, E, F, G, A, B, C  را نشان می‌دهند.